# Lobocleta nymphidiata
Lobocleta nymphidiata är en fjärilsart som beskrevs av Achille Guenée 1858. Lobocleta nymphidiata ingår i släktet Lobocleta och familjen mätare. Inga underarter finns listade i Catalogue of Life.